# Stemma della Svizzera
Lo stemma svizzero consiste in una croce bianca in campo rosso.
Tra i vari cantoni della confederazione nacque una diatriba riguardo all'aspetto iniziale dello stemma, ma il consiglio federale il 12 dicembre 1889 deliberò una legge che descriveva, anche grazie ad un disegno, la natura dello stemma.
Come la bandiera svizzera, lo stemma è utilizzato su molti articoli della tradizione elvetica come la moneta, i franchi svizzeri, le targhe automobilistiche e sui vari prodotti di esportazione quali formaggio, cioccolato, orologi e coltellini svizzeri.

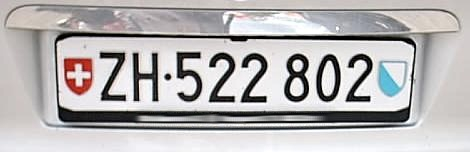
Una targa automobilistica del Canton Zurigo con lo stemma di tutta la confederazione sulla sinistra e lo stemma dello specifico cantone a destra.

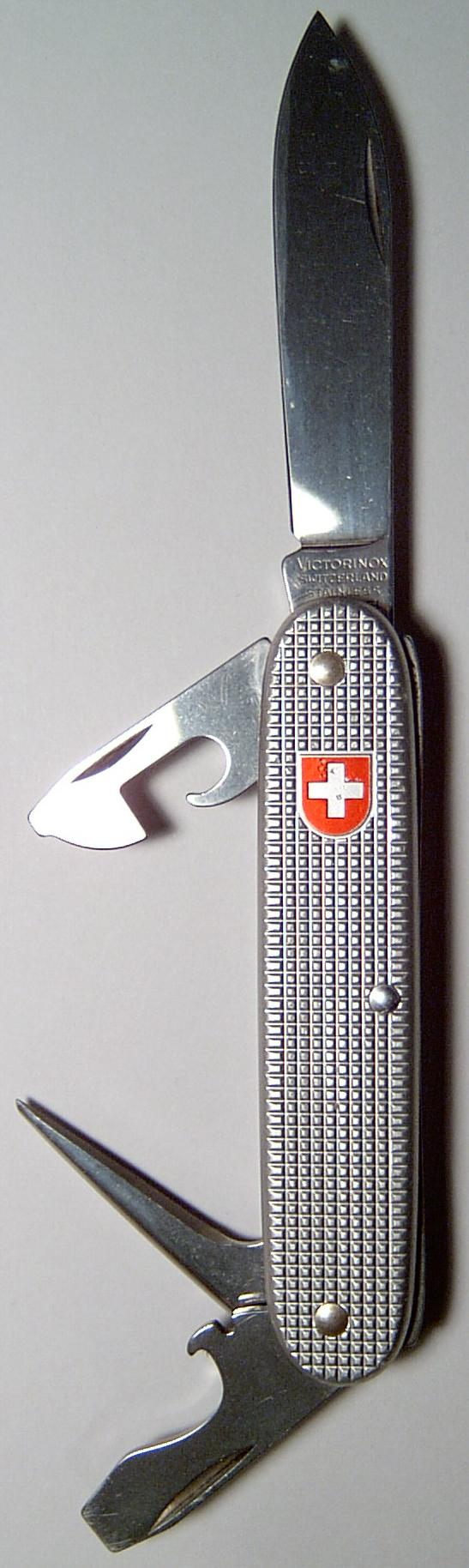
Coltellino militare svizzero d'ordinanza modello 1961 con lo scudo federale